# 维尔纳·施托克尔
维尔纳·施托克尔（德語：Werner Stocker，1961年8月14日—），瑞士男子雪车运动员。他曾代表瑞士参加1988年冬季奥林匹克运动会雪车比赛，联同埃克哈德·法塞尔、库尔特·迈尔和马塞尔·费斯勒获得男子四人金牌。